# Arabisk stenhøne
Arabisk stenhøne (latin: Alectoris melanocephala) er en fugl i familien fasanfugle, der lever i den sydvestlige del af Arabiske Halvø.